# Agathakapelle (Hochmössingen)

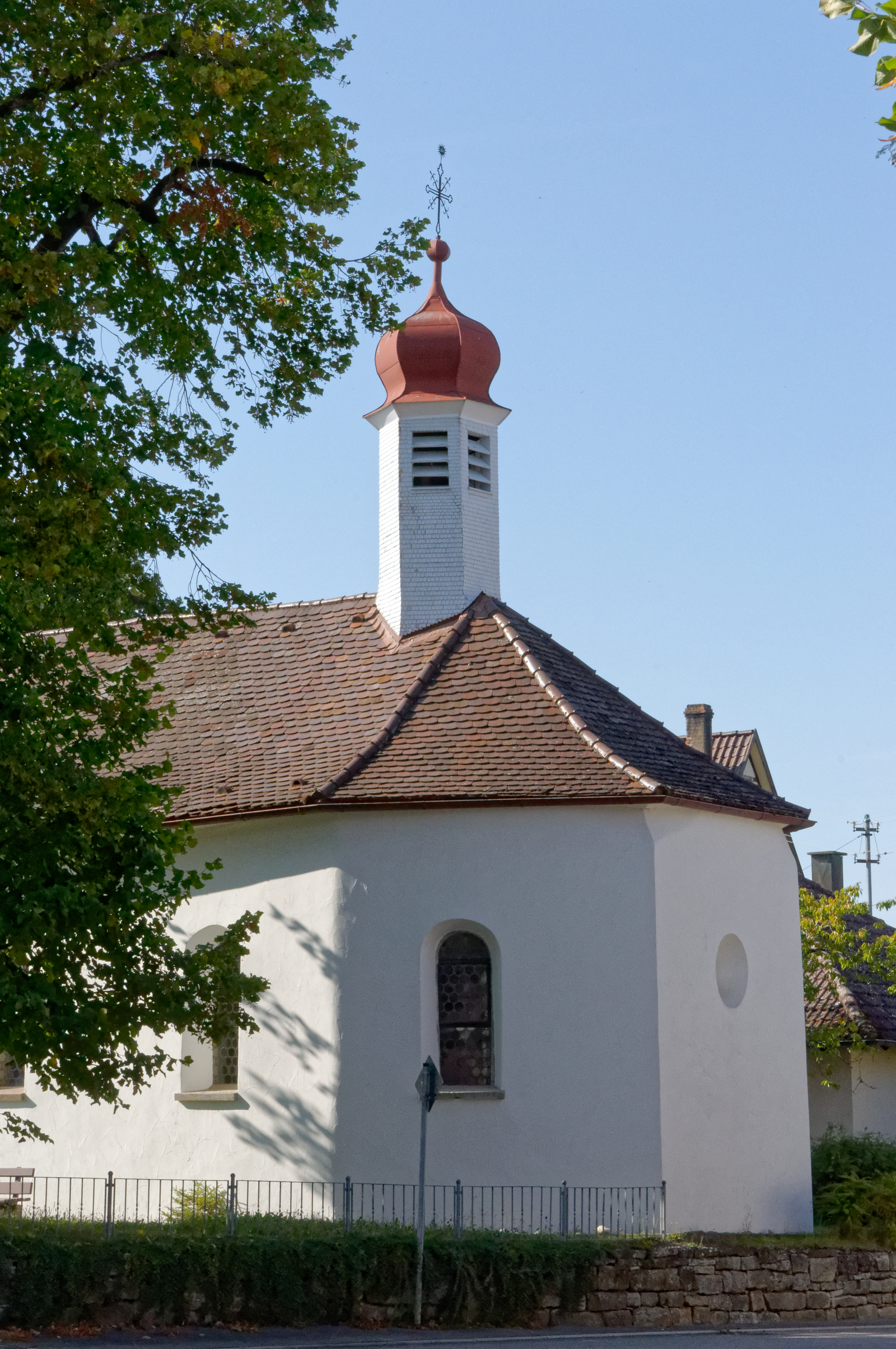
Agathakapelle – Südostansicht

Die Agathakapelle steht im Ortsteil Hochmössingen der Stadt Oberndorf am Neckar im Landkreis Rottweil in Baden-Württemberg. Die 1480 erstmals erbaute Kapelle wurde im Dreißigjährigen Krieg zerstört und von 1697 bis 1715 wieder aufgebaut. Sie liegt auf einer Erhöhung am Schnittpunkt von Dornhaner und Römlinsdorfer Straße (Römlinsdorfer Straße 2) an der L 413 und gehört zur römisch-katholischen Gemeinde St. Otmar in der katholischen Seelsorgeeinheit Raum Oberndorf (Diözese Rottenburg-Stuttgart).

## Geschichte
Die von Bauern im Jahr 1480 gestiftete und den Heiligen Agatha, Ottilia, Nikolaus, Wolfgang und Sebastian geweihte Kapelle wurde 1634, im Dreißigjährigen Krieg,  bei der Belagerung durch die Schweden zerstört. Während des Kriegs war sie vorübergehend Notquartier. Auf der Flucht vor dem Feind soll der erbeutete Silberschatz aus Kirchen unweit des Ortes auf dem Hochsträß vergraben worden sein.
Die Jahreszahl in der Türzarge hält das Jahr des Wiederaufbaus 1697 fest. Erst der Almosenbrief zu einer Kollekte für den Wiederaufbau setzte die heilige Agatha als Fürbitterin umb Abwendung schröcklicher Straffen in den Mittelpunkt des Patroziniums für das Kirchlein. Anlass waren anhaltende Unwetter – Gewitter, Hagelschlag und Feuersbrünste. Aus privaten Mitteln wurde um 1850 durch den Bildhauer Beda Bubenhofer ein neugotischer Altar mit der Statue der heiligen Agatha gefertigt.
Nachdem ein Brand 1835 das Dorf, das Pfarrhaus und die Schule zerstört hatte, diente die Agathakapelle auch als Schule. Die Kapelle wurde 1940 renoviert und erhielt dabei ein Deckengemälde mit einer Darstellung der Aufnahme Agathas in den Himmel.

## Architektur
Die Kapelle ist ungefähr geostet und hat einen dreiseitig geschlossenen, flachgedeckten Innenraum. Es ist ein Rechteckbau mit Satteldach, den ein schlanker, sechsseitiger Dachreiter mit Zwiebeldach bekrönt. Die polygonale Apsis in gleicher Höhe wie das Kirchenschiff hat einen 3/6-Schluss. Die weiß verputzte Fassade der Kapelle wird durch schmale Rundbogenfenster und an der Stirnseite der Apsis durch ein Rundfenster gegliedert, die Westfassade ist fensterlos. Die Kirche wird durch eine Tür mit Rundbogen im hinteren Teil der Südwand betreten. Über der Tür befindet sich ein kleineres quadratisches Fenster zur Belichtung des Emporenraums.

## Ausstattung

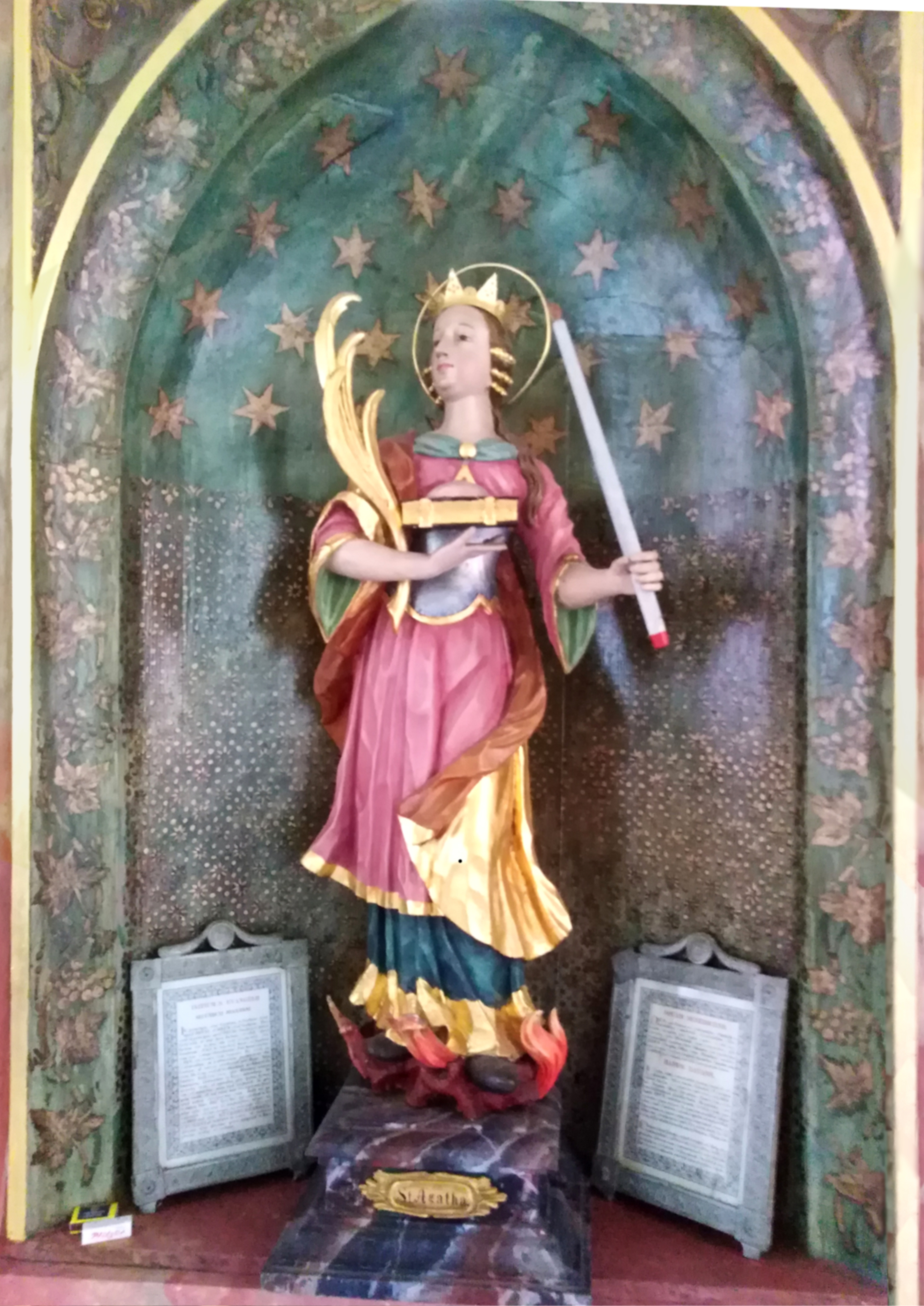
Die heilige Agatha im Altarretabel

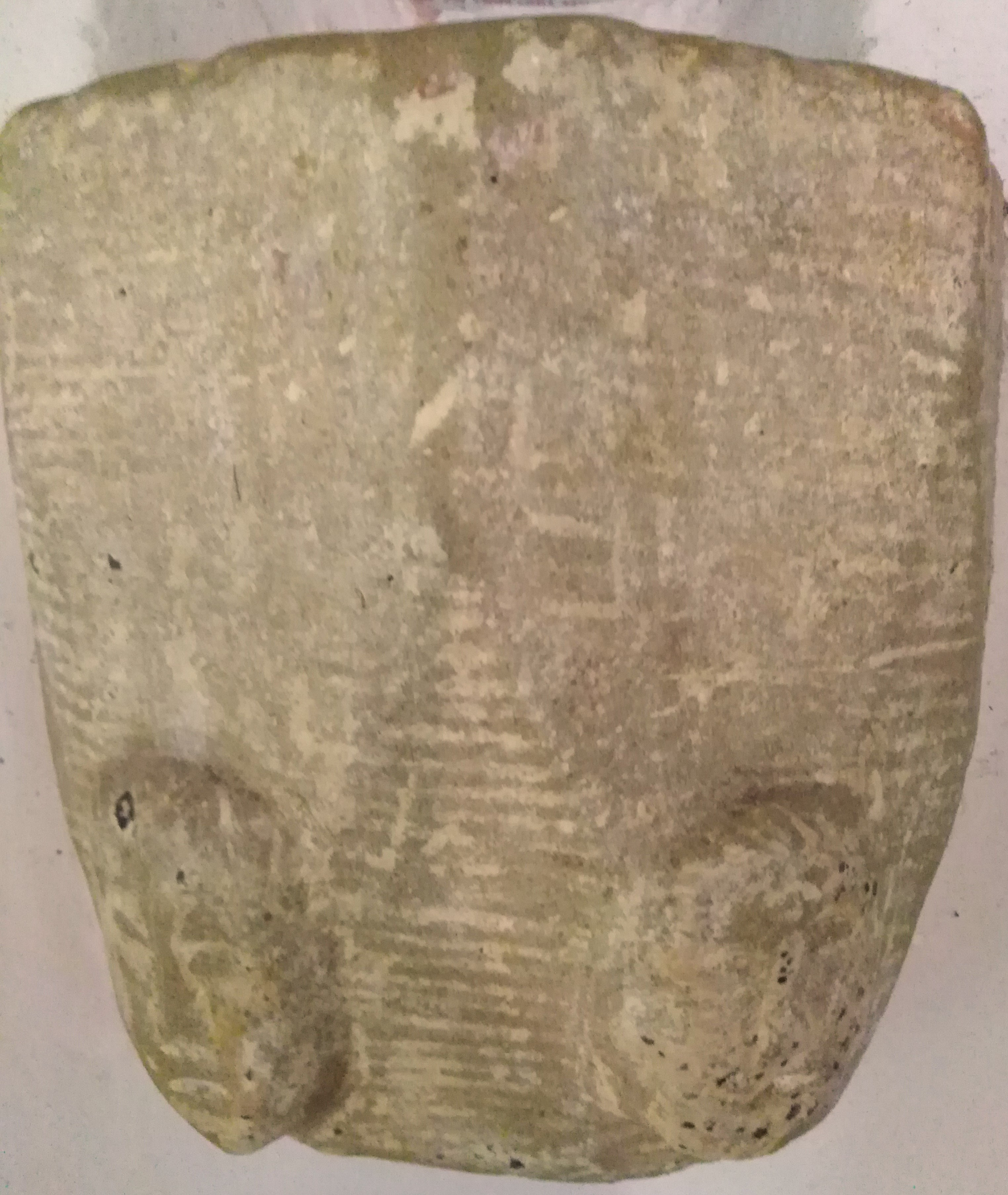
Weihwassergefäß

Die Figur der Kirchenpatronin Agatha im Altarretabel ist mit dem für sie typischen ikonografischen Attribut der abgeschnittenen Brüste dargestellt – hier auf einer Bibel liegend –, das wie die Flammen unter  den Füßen auf  ihr  Martyrium verweist; ferner trägt sie den Palmzweig als Zeichen der Märtyrer. Das Retabel hat im oberen Teil eine Aussparung, durch die das runde Fenster der hinteren Apsiswand zu sehen ist; die Glasmalerei zeigt das Motiv des Heiligen Geistes in Gestalt einer Taube.
An den Seitenwänden stehen auf Podesten zwei Skulpturen. Die älteste an der linken Seite ist die bäuerliche Passionsdarstellung aus der Zeit um 1550, eine am Fuß eines Holzkreuzes angebrachte Pietà. Aus der Zeit um 1700 stammt die Figur des heiligen Wendelin an der rechten Seitenwand, der als Schutzpatron der Hirten mit Hirtentasche, Hirtenschippe und Weidevieh dargestellt wird.
Das Deckengemälde stammt von dem Beuroner Benediktiner Tutilo Gröner. Es entstand bei der Innenrenovierung 1940 und zeigt Agatha bei der Auferstehung der Toten vor dem dreifaltigen Gott, im Himmel erwartet von Maria, Petrus und Engeln. Mit ihr verlassen der heilige Sebastian, Bischöfe, Ordensleute und Gläubige ihre Gräber.
Die Statue des heiligen Franz Xaver SJ in einer kleinen Barke, mit der er zu den Inseln in Südostasien und Japan unterwegs war, entstand wahrscheinlich – wie der Ortspfarrer vermutete – in der Zeit nach 1870. Egon Rieble, der langjährige Kulturreferent des Landkreises Rottweil, widmete dem Heiligen dieses Mundartgedicht:
Dr Franz Xaver vo Hochmössinga
Wenn’s der Richtig ischt, ka’s a Nußschal sei.

Mit e’ma Segl druff vo’ma Heardepfelsack.

Wenn’s dr Richtig ischt

No nimmt er s’Ruader in d’Hand

und kunnt noch Hinterindien und wieder hoam

noch Hochmössinga.
An der Rückwand der Kapelle ist unterhalb der frei begehbaren hölzernen Empore ein steinernes Weihwassergefäß angebracht.

## Käppeles-Linde

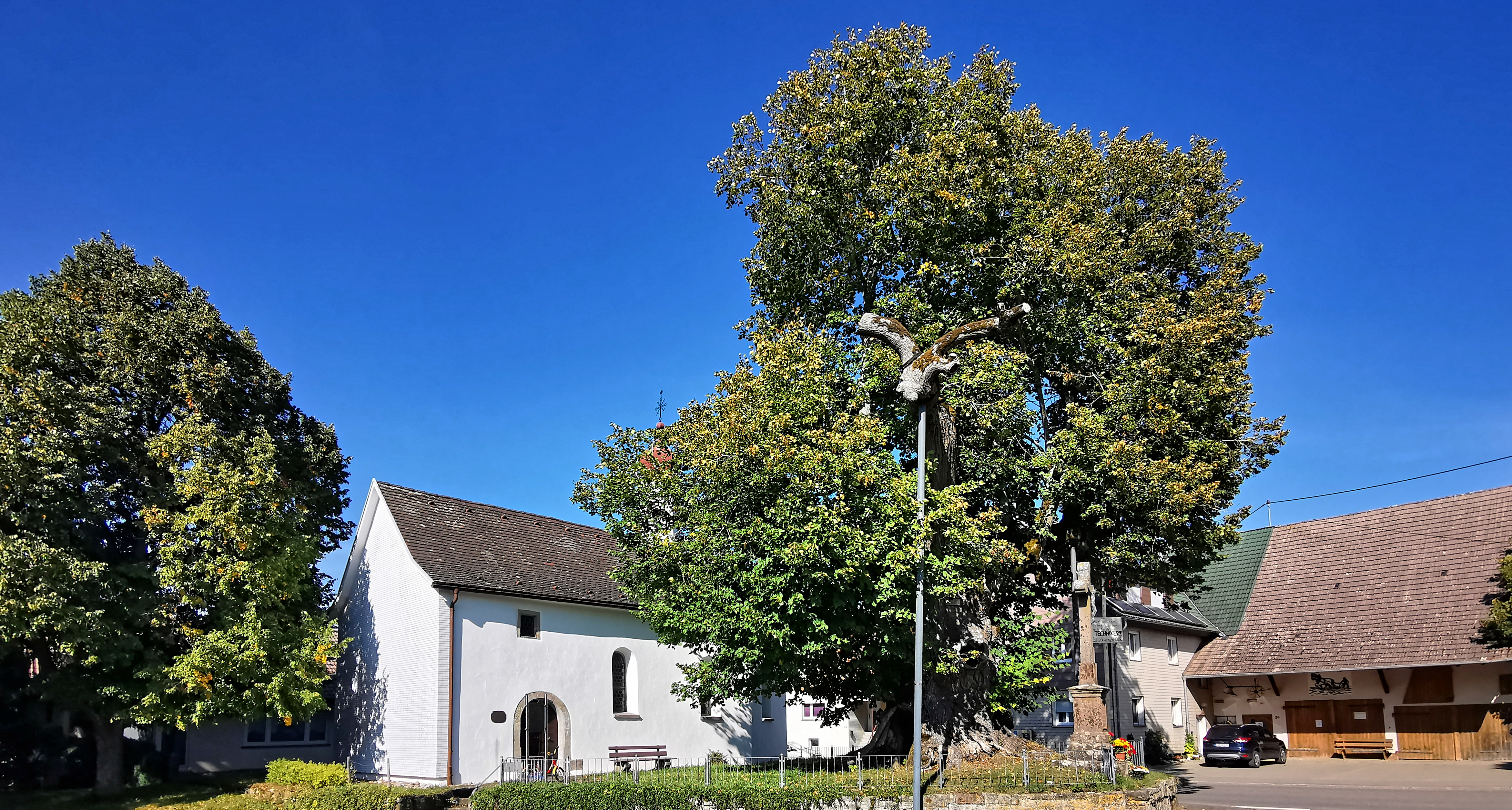
Agathakapelle mit Käppeles-Linde (weitere Bilder)

An der Südseite der Agathakapelle steht die beeindruckende Dorflinde, die im Dorf Käppeles-Linde genannt wird. Die Sommerlinde ist im Innern vollkommen ausgehöhlt und wurde im September 2020 in die Liste der „Nationalerbe-Bäume“ der Deutschen Dendrologischen Gesellschaft aufgenommen. Sie ist eine der stärksten Linden Deutschlands und mit 600 bis 800 Jahren einer der ältesten Bäume in Baden-Württemberg. Der Stamm ist durch einen Eingang bequem begehbar. Schon in der Oberamtsbeschreibung von 1868 wird die Linde als „uralt, ganz hohl und von den Stürmen halb zerschlagen“ beschrieben. Die Linde wird in den Aufzeichnungen des irischen Schriftstellers James Henry über eine Reise von Karlsruhe nach Bassano in Italien 1856 erwähnt.
Die Agathakapelle wird auch „Kapelle bei der Linde“ oder „Kapelle bei der großen Linde“ genannt.

### Landesarchiv Ba-Wü
- StAL E 211 VI Katholischer Kirchenrat: Kirche, Geistliche, Landkapitels- und Pfründverwaltung Bü 857 Gottesdienst in der St. Agatha-Kapelle in Hochmössingen, 1806

### Diözesanarchiv Rottenburg
- M 245 Pfarramtliche Überlieferung Bauwesen und Inventar der Agathakapelle, 1698
- G 1.3 Generalakten des Bischöflichen Ordinariats zu den einzelnen Pfarreien:
  - G 1.3 Bü 483/1 Pfarr- und Pfründbeschreibungen, 1820 ff.
  - G 1.3 Bü 483/6 Rekonziliation der Kapelle, Bauwesen und Inventar, 1855
  - G 1.3 Hochmössingen F. 2 Pfründbeschreibung, 1945
  - G 1.3 Hochmössingen F. 17 Agathakapelle, 1960 ff.